# Alchemilla subnivalis
Alchemilla subnivalis é uma espécie de rosácea do gênero Alchemilla, pertencente à família Rosaceae.